# Gottfrid II av Anjou
Gottfrid II av Anjou, född okänt år, död 1060, var regerande greve av Anjou från 1040 till 1060. Han var den siste greven av huset Ingelger. Grevskapet gick efter hans död via systern Ermegard som var gift med greve Gottfrid II av Gâtinais, till systersonen Gottfrid III.